# Nicky Morgan
Nicola Ann „Nicky” Morgan, baronessa Morgan of Cotes (z domu Griffith, ur. 1 października 1972 w Londynie) – brytyjska polityk, członkini Partii Konserwatywnej. Od 2010 od 2019 posłanka do Izby Gmin, w latach 2014–2016 minister edukacji i jednocześnie minister ds. kobiet i równości. Od 2019 do 2020 minister kultury, mediów i sportu w gabinecie Borysa Johnsona. Od 2020 par dożywotni.

## Życiorys

### Młodość i kariera zawodowa
Pochodzi z należącego do Wielkiego Londynu Kingston upon Thames. Ukończyła studia prawnicze na University of Oxford, a w 1994 uzyskała uprawnienia radcy prawnego. Jako prawniczka specjalizuje się w prawie handlowym, w szczególności w fuzjach i przejęciach. W 1989 przystąpiła do Partii Konserwatywnej i została aktywistką młodzieżówki tego ugrupowania. W latach 2001 i 2005 bez powodzenia kandydowała do Izby Gmin.

### Kariera polityczna
W 2010 uzyskała mandat parlamentarny w okręgu wyborczym Loughborough w hrabstwie Leicestershire. W latach 2010–2012 była parlamentarnym sekretarzem ministra szkolnictwa wyższego i nauki, a następnie została jednym z whipów. W 2013 trafiła do szerokiego składu rządu jako tzw. sekretarz ekonomiczny Skarbu. W kwietniu 2014 otrzymała stanowisko ministra ds. kobiet i choć nadal nie była członkinią gabinetu, miała prawo stałego udziału w jego posiedzeniach. Jednocześnie została awansowana na nieco wyższe stanowisko sekretarza finansowego Skarbu. W lipcu 2014 została pełnoprawną członkinią gabinetu jako minister edukacji, zaś jej dotychczasowe portfolio związane z kobietami zostało rozszerzone również o kwestie mniejszości. Spod jej zakresu kompetencji zostały wyłączone jedynie kwestie związane z prawami osób LGBT, gdyż Morgan dała się wcześniej poznać w Izbie Gmin jako przeciwniczka małżeństw jednopłciowych. W październiku 2014 ogłosiła, iż zmieniła swoje stanowisko w tej sprawie i obecnie popiera równość związków hetero- i homoseksualnych.
Morgan uzyskała reelekcję jako posłanka w wyborach w 2015, po których pozostała na dotychczasowych stanowiskach ministerialnych do końca urzędowania Davida Camerona w 2016.
24 lipca 2019 została przez nowego premiera Borisa Johnsona powołana na stanowisko ministra kultury, mediów i sportu, które zajmowała do które zajmowała do 13 lutego 2020. Nie kandydowała w wyborach parlamentarnych w 2019. W styczniu 2020 został powołana w skład Izby Lordów. Otrzymała wówczas tytuł  baronessy Morgan of Cotes.

### Życie prywatne
Jest zamężna z Jonathanem Morganem, z którym ma syna.

## Źródła
- Strona rządowa
- Strona parlamentarna